# Редей, Джордж
Джордж Редей (англ. George Rédei, венг. Rédei György; 17 июня 1921, Вена, Австрия — 10 ноября 2008, Нэшвилл, США) — венгерский и американский ботаник-генетик, профессор, член Венгерской академии наук.

## Биография
Родился 14 июня 1921 года в Вене, Австрия, в семье Калмана и Маргит Редей. Жил в Венгрии до 1956 года. После подавления революции 1956 года, вместе с женой Магдолной переехал в город Колумбия (штат Миссури). Начал преподавать в Университете штата Миссури в 1957 году.
В университете Редей исследовал генетику и биологию «Arabidopsis thaliana». Он был первым человеком в Соединённых Штатах, который работал с «Arabidopsis»: начал работать с ним в 1957 году, используя семена, которые привёз с собой из Европы. В 2008 году уже более 16 000 лабораторий по всему миру проводили исследования с «Arabidopsis», используя его методы. Редей использовал излучение для создания коллекции мутантов, которые сыграли важную роль в первых генетических экспериментах. Важность «Arabidopsis» как модельного организма для генетики растений не сразу оценили. Редей вспоминал, что в 1969 году «сообщил мне директор программы NSF, что я должен бросить „Arabidopsis“, если хочу продолжать получать финансирование». Усилия Редея привлекли внимание Мартина Коорнифа, который начал изучать «Arabidopsis» в Сельскохозяйственном университете Вагенингена в Нидерландах. В 1976 году Коорниф построил подробную генетическую карту, что способствовало последующим генетическим исследованиям.
Редей проводил свои исследования вместе с Барбарой Мак-Клинток, которая получила Нобелевскую премию по физиологии и медицине в 1983 году. Он работал в Университете Миссури до 1991 года, пока не ушёл в отставку, но продолжал преподавать, как почётный профессор. Он был приглашённым профессором в Институте исследований селекции растений Общества Макса Планка в Кёльне, Германия. Преподавал в течение четырёх лет в Университете фундаментальных наук Этвеша Лоранда в Будапеште (Венгрия). Редей был также членом Венгерской академии наук.
Умер 10 ноября 2008 года в возрасте 87 лет в своём доме в Нашвилле.